# Championnat de France de hockey sur glace 1941-1942
Saison précédente Saison suivante
La saison 1941-1942 fut la 25e saison du championnat de France de hockey sur glace qui porte le nom de 1re série.

## Résultats
- 1re série (25 janvier 1942 à Chamonix) :

HC Chamonix-Mont-Blanc 7-1 Français Volants

## Bilan
Le HC Chamonix-Mont-Blanc est champion de France pour la neuvième fois.